# 弗洛伊德縣 (愛阿華州)
弗洛伊德县（英語：Floyd County）是位於美國愛阿華州東北部的一個縣。面積1,298平方公里。根據美國2000年人口普查，共有人口16,900人。縣治查爾斯城 (Charles City)。
成立於1851年1月15日，縣政府成立於1854年9月4日。縣名紀念劉易斯與克拉克遠征唯一途中死去的成員查爾斯·弗洛伊德。